# Trofeo San Antonio
Ne doit pas être confondu avec Gran Premio San Antonio.
Le Trofeo San Antonio est une course cycliste espagnole disputée au mois de juin autour de Renedo de Piélagos (es), en Cantabrie. Elle est organisée par la Peña Ciclista Exposito.
En 2016 et 2017, la course est commune au championnat régional de Cantabrie. C'est également le cas en 2021.

## Palmarès depuis 2004
| Année | Vainqueur               | Deuxième                 | Troisième                 |
| ----- | ----------------------- | ------------------------ | ------------------------- |
| 2004  | Roberto Cobo            | Ander Azpitarte          | M. Santiago               |
| 2005  | Carlos Andrés Ibáñez    | Carlos Abellán (es)      | Javier Vega               |
| 2006  | Luis Enrique Puertas    | Josué Arán               | Carlos Oyarzún            |
| 2007  | Alejandro Iglesias      | Carlos Juez              | Jorge Lorenzo             |
| 2008  | ?                       | ?                        | ?                         |
| 2009  | Ibon Zugasti            | Ramón Domene             | Mariano De Fino           |
| 2010  | Karol Domagalski        | Michael Torckler         | Peter van Dijk            |
| 2011  | Jorge Martín Montenegro | Marcos Flores            | Fernando Grijalba         |
| 2012  | Mike Terpstra           | Ignacio Pérez            | Arkaitz Durán             |
| 2013  | Jonathan González       | Joseba del Amo           | Ariel Sívori              |
| 2014  | Julen Mitxelena         | Steven Calderón          | Santiago Ramírez          |
| 2015  | Francesc Zurita         | Mikel Aristi             | Unai Elorriaga            |
| 2016  | Antonio Angulo          | Miguel Ángel Fernández   | Jhonatan Cañaveral        |
| 2017  | José Antonio García     | Óskar Malatsetxebarria   | Carlos Álvarez            |
| 2018  | Kevin Suárez            | Ibon Ruiz                | Antonio Gómez de la Torre |
| 2019  | Eusebio Pascual         | Marcos Méndez            | Noel Martín               |
| 2020  | pas de course           | pas de course            | pas de course             |
| 2021  | Rodrigo Álvarez         | Charles-Étienne Chrétien | Javier Hernández          |